# 사법정책연구원 수석연구위원
사법정책연구원 수석연구위원(司法政策硏究院 首席硏究委員)은 사법정책연구원장을 보좌하여 사법정책연구원의 사무를 처리하는 직위다.

## 임명
- 법원조직법 제76조의3 제1항에 따라, 대법원장이 대법관회의의 동의를 거쳐 판사로 보하거나 정무직으로 임명한다. 판사로 보하는 경우 고등법원 부장판사급이 임명되는 직위로, 현직 고등법원 부장판사가 겸임하는 형태로 발령을 낸다.[1]

## 역할
- 법원조직법 제76조의2 제3항에 따라 수석연구위원은 원장을 보좌하여 사법정책연구원의 사무를 처리하며, 원장이 궐위되거나 사고로 인하여 직무를 수행할 수 없을 때에는 그 권한을 대행한다.

## 역대 수석연구위원
| 대법원장 | 대수 | 이름   | 임기                             | 비고  |
| -------- | ---- | ------ | -------------------------------- | ----- |
| 양승태   | 초대 | 이광만 | 2014년 2월 3일 ~ 2015년 2월 11일 | [ 2 ] |
| 양승태   | 2대  | 김형두 | 2015년 2월 12일 ~ 2017년 2월 8일 | [ 2 ] |
| 양승태   | 3대  | 강영수 | 2017년 2월 9일 ~ 2019년 2월 13일 | [ 2 ] |
| 김명수   | 4대  | 김우진 | 2019년 2월 14일 ~ 2021년 2월 8일 | [ 2 ] |
| 김명수   | 5대  | 이재권 | 2021년 2월 9일 ~ 2024년 2월 4일  | [ 2 ] |
| 조희대   | 6대  | 이규홍 | 2024년 2월 5일 ~                 | [ 2 ] |

## 같이 보기
- 사법정책연구원
- 사법정책연구원장